# 神戸尊
神戸 尊（かんべ たける）は、テレビ朝日系でシリーズ化されている刑事ドラマ『相棒』の主人公の一人。杉下右京の二代目相棒。推薦組を経て警察庁に入庁したエリートで、警察上層部の密命を受け、特命係に配属された（通算9人目）。
| 演         | - 及川光博（S7-19〈終〉〜S10-19〈終〉 / X DAY / 劇III / 劇IV / S15-13、14 / S17-10、19〈回想〉 / S21-20、21〈終〉） - 壮一帆（宝塚版） |
| 年齢       | 39（S7-19〈終〉） |
| 階級       | - 警視 - → 警部補 - → 警視 |
| 出身地     | 東京都大田区田園調布 |
| 現所在地   | 東京都世田谷区成城 |
| 経歴       | - 中央大学法学部 - → 警視庁入庁（1993年4月） - → 警視庁警備部警備第一課警備情報第四係（1995年4月） - → 警察庁警備局警備企画課（1999年4月） - → 同課長補佐（2005年4月） - → 警視庁特命係（S7-19〈終〉） - → 警察庁長官官房付（S10-19〈終〉） |
| 特技       | 絵（S10-1） |
| 好きなもの | - ガス入りミネラルウォーター - ナポリタン（S8-16） |
| 苦手なもの | - 死体を連想させるもの - 温泉（S8-2） - ホラー映画（S9-7） |

## 経歴

### 特命係配属以前
1993年に中央大学法学部を卒業して警視庁に入庁、警視庁警備部警備第一課警備情報第4係の配属を経て推薦組として警察庁に採用される(S7-19)。警備局警備企画課課長補佐時代には顔認識システムを搭載した巨大監視システムの開発を主導していた。

### 特命係配属の経緯
警察庁長官官房室長の小野田公顕の差し金により、突如2階級降格の左遷という形で特命係に配属される（S7-19〈終〉）。尊はこの人事の裏で「特命係が警察組織にとって必要な存在か」を調査する「庁内S」の特命を課され、自身はその必要性に疑問を持ちながらも内偵対象の右京と共に数々の事件と遭遇する事になった（S8）。
尊に命じられた庁内Sの真の目的は、先述の監視システムを備えた警察庁付属機関（FRSセンター）の本格稼働前に際し、分析官・運用官として候補に挙がった右京と尊の連携を審査するというものだった。尊はある産業スパイ事件を機に同システムに纏わる警察上層部の不祥事、そして自身に課された特命の真実を右京と共に知る事になり、事件解決後は警察庁勤務の内示を断って警部補の階級のまま特命係に留まる道を選んだ（S8-19〈終〉）。
警視庁警備部時代には、友人が殺害された事件の裁判において被告に不利になるような偽証を行っていたが、被告の冤罪が発覚した事で贖罪の念を抱いている（S10-1、16、19〈終〉）。
首席監察官の大河内とは警察庁時代からの旧知の仲で剣道仲間。恋人は現在おらず、大学時代には警視庁勤務が決定した時期に当時の恋人から理由を告げられずに破局している（S8-10）。

### 警察庁への異動
クローン人間を造る実験に絡んだ殺人事件の捜査の中でクローンの社会的立場を争点に右京と対立し、最終的には右京に信念を曲げさせている。その罪悪感から特命係を去ろうと決心したところを右京になだめられて思い留まるが、直後に長谷川宗男の根回しにより、長谷川と同じ警察庁長官官房付へ警視として異動する事になる（S10-19〈終〉）。
警察庁復帰後も右京との交流は続いており、その過程で後輩の相棒である享・亘や先輩の相棒である薫との対面も果たしており、事件に対する重要な情報を伝えたり、犯人からの救出に協力するなどしている（X DAY、S11-19〈終〉、劇III、S15-13、14、劇IV、S17-10、S21-20、21〈終〉）。自身以外の歴代「相棒」全員と面識があり、なおかつ特命係を去ったあとも引き続き警察に身を置いていた唯一の人物でもある。

## 人物像

### 性格
クールかつ気障な自信家で、出世街道を歩む経歴からエリート然とした雰囲気を醸し出している。捜査の基本原則に忠実で、手段を選ばない右京のやり方に時に苦言も呈し、意見する際の「お言葉ですが…」は口癖と化している。「トリオ・ザ・捜一」や内村・中園の嫌味もそつなく躱して上司には逆らわないが、意見はしっかり主張する（S7-19〈終〉）。
クールな振る舞いを旨としつつも、不遇な人間への同情や不条理な現実に直面した際には義憤にかられ感情的になり、時には人目を気にせず大胆な行動に出る事もある。また、徹底して正義を貫く右京とは異なり、状況によっては主張を変えて物事を割り切るドライな部分も持ち合わせたり、相手の事情や背景を考慮して妥協点を探ろうと行動している。

### 人物
一人称は基本的に「僕」であるが、生の感情が出る時には「俺」になり、言葉遣いも荒くなる。「トリオ・ザ・捜一」からは陰で「ソン」と呼ばれているが、尊本人はそう呼ばれる事を快く思っていない。
記憶力や洞察力に優れており総じて頭の回転は速いが、やや迂闊な所がある。また、「自分は他人より頭がいい」と思っている人間には嫌悪感を露わにする（S8-4）。育ちは良い（S8-18、S9-7）が、事件に関わった子供を「僕も嘘の上手な子でした」という理由で気にかけている（S9-13）。

### 右京との関係
特命係に配属された当初は右京の事を「杉下警部」と呼んでいたが、月日が経つにつれ「杉下さん」に変化していった。
配属当初は、右京に「君は亀山君の代わりにはなれません」と距離を置かれながらも（S7-19〈終〉）、自ら「花の里」に来る（S8-8）など、右京への興味を隠さずに行動を共にしていた。右京にはあしらわれ自身の動向に関心を持たれず、尊自身も右京の嫌みに苛立ったり、右京の変人振りに着いていけず、スパイの立場であった頃は報告書にもその心境を綴ったり、前相棒の薫に対して何年も相棒を務められたことを訝しく思う旨の心境を綴ったりするなど辟易した様子を見せていたが、様々な事件を通じて互いに歩み寄り、最終的には「自分も正義の味方をやりたいと思った」と発言して、警察庁からの辞令を断った上で特命係への残留を決意、スパイとしての立場を捨てて以降は右京に認められ、相棒としての信頼関係を築いていく事になる（S8-19〈終〉）。また、当初は組織寄りの行動を取る事が多かったが、次第に自身の正義感に準じた行動を取るようにもなっていき、その変化を見た小野田からは「青くなった」と称された（劇II）。
スパイとしての立場であった頃は右京と半ば探り合いに近い駆け引きを見せることが多かったが、スパイの立場を放棄して以降からは、右京には一歩及ばないながらも、高い推理力を発揮して右京と渡り歩ける程の実力を見せている他、負けず嫌いの性格から右京とは何かと張り合い、互いの痛いところを突き合うも一枚上手の右京にやり込められてムキになる事がしばしば。
右京の卓越した推理能力を「ある種の天才」（S8-15）と称しつつも、組織や個人の事情や命を顧みず頑なに真実を追求しようとする右京の姿勢に対しては、度々疑問を投げかけて対立している（S7-19〈終〉、S9-6、S9-10など）。相手の事情を汲み取った妥協案を提案したり、上層部に掛け合い証拠の隠滅を図る、追求されていた人物を無理矢理右京から人質として連れ去り遠ざけるなど右京の「暴発」を止めるべく度々強硬策を取った事もあった（S9-6、S10-19〈終〉）。

### 能力・捜査・仕事振り
捜査経験が浅いこともあってか死体や血痕には滅法弱く、毎回気分を悪くするためハンカチで口を押さえるなどして極力見ないようにしており（S8-16、S9-15、劇Ⅱなど）、ある事件で殺害されたカメラマンが撮影していた遺体写真を唐突に目にしただけでも拒絶反応をみせるほどであった（S10-8）。
スパイだった当時は右京に関する感想を報告書に綴り（S7-19〈終〉、S8-4、12など）、「報告」していた。
愛車は黒の2009年式GT-R（劇IIIの時点では2013年式のホワイトを所有）。着脱式回転灯とサイレンは搭載している一方、警察無線は装備されていない（S10-10）。移動の際は専らこの車を運転するが、状況に応じてたまきの愛車・K12マーチ（S9-18〈終〉）、芹沢が運転する覆面パトカー・Y50フーガ（S8-1）、事件関係者の車・E51エルグランド（S10-19〈終〉）を運転したこともある。しかし運転は荒く、同乗した右京から睨まれることもあった（S7-19〈終〉）。育ちの良さから物を見る目は肥えており（S8-18、S9-7）、女性の香水やファッションにも詳しく（S9-1、9）、それらの知識が捜査の役に立つ事も多い。警備畑出身のため、警備業界の事情や防犯カメラなどの設備にも詳しい（S10-10、18）。遅刻が多い（S9-11）。貧血気味の体質であり、事件関係者への聞き込みで長時間風呂に漬からされのぼせてしまったこともある（S8-2）。

## 現実世界での扱い

### 起用・卒業の経緯
寺脇康文演じる初代相棒亀山薫の後任として、2代目相棒の神戸尊役に及川光博が起用されることとなった。神戸尊役としての起用以前に、一度、ゲストとしての出演オファーが掛かっていたものの、スケジュールの都合が付けられず断っており、今回のオファーは自身としては2度目のタイミングであったのだと言う。今回の2度目のオファーに関して及川は「これは縁なんだな。もう縁なんだ。」と感じたのだと言う。
起用の経緯として、映画『日本沈没』で無精ひげを生やした潜水艦乗りを自然に演じている様子から、ニュートラルに芝居に臨めること、なおかつどういうふうになるか読めないキャラであることが決め手となり、season7 最終話より演じることとなり、season10 最終話まで登場した。
発表当初は亀山薫のイメージが強かった分、ファンの反発が予想され、実際に「エリート」という要素が右京と重複したという理由で批判するファンもいたという。
この事に関して水谷は以下のように語っている。
エリートでも落ちこぼれでも色々あるのに、一くくりにする人が多いんですね。だけど僕は、同じエリートでもこんなに違うんだという面白さが出てくるから、いずれ分かってもらえると思っていた。—水谷豊、『水谷豊自伝』、
僕の経験上、何かを変えると、『前の方がよかった』という意見が多いんですよ。それで、及川光（みっ）ちゃんの作品を見せてもらって、プロデューサーも彼でいけるということになったとき、『続けるうちに、こっちもいいね、という人が必ず出てくる』と話し合ったんです—水谷豊
及川自身に物凄いプレッシャーがかかっており、初登場及び、最初のシーズンを終えた時にいい視聴率がでた時は涙ぐんでいたという。その後は「お言葉ですが」という決まり文句と共に薫とは違った魅力が定着していった。
及川の出演期間が3年間であったことに関して、一部のマスコミからは不仲説が囁かれていたが、当初より予定されていた事であり、水谷はこれに関して、歌手を務めている立場上、コンサートツアーのスケジュールが大変な中、予定を削ったり調整して合わせてから撮影に来てくれていたため、何年もツアーを犠牲にし続けてしまうのはどうしても厳しい上、本人としても辛いだろうと思い「3年くらい頑張ってもらえれば十分だと考えていました。」と語っている。

### キャラクター造形
薫の後任の相棒として登場する尊は、薫と同じ性格の人物が入るのを避けるため対照的なキャラクター付けがなされた。そして薫同様に警視庁から左遷させられるのでは二番煎じになるため、輿水が警視庁の推薦組の存在から権力欲もある人物が特命係にくるのは面白そうとし、単に左遷させられるだけではつまらないとスパイの設定を付与し、及川のイメージを付与しながら尊の人物像を作り上げた。また名前についてはパッと見て何て読むのかわからない難しい名前にしたかったという。
水谷は自著にて「神戸が特命係にやってきた理由を右京は知らないけど、視聴者は知っているというのは、面白い設定でしたね」と語っている。

### 反響・評価
ねとろぼ調査隊が2024年に行った「相棒」の登場人物人気ランキングでは第二位であった。
ライターの田幸和歌子によると、もともと右京とは似たタイプの頭脳派かつ敵役で最初は探り合いや噛み合わないやり取りも多くシリーズ全体が重い雰囲気だったが、事件をきっかけに右京と理解を深めていくことに魅力があり、season17第10話で右京からの依頼で亘のピンチを救ったことに右京が尊を頼りにしてたことを改めてファンに知らしめたとのこと。田中は神戸を「全体的にはスマートながらも“暗い相棒”だった」と評している。
尊が普段着用する濃い色柄もののワイシャツはコットングラフィックとテレビ朝日が共同で製造したオリジナルシャツ（劇場版IIオフィシャルブックより）で、2010年に行われた「相棒展」及び、テレビ朝日の公式グッズで「尊シャツ」として販売された。
また、S9から尊が着る明るい色のシャツは及川本人の希望による。
2022年4月24日放送の日曜日の初耳学（TBS）に及川がゲストとして出演した際にインタビュアーの林修は「やっぱり神戸尊がナンバー1」と語った。